# Armbro Flight
Armbro Flight, född 1962 i Brampton, Ontario, Kanada, död 1995, var en amerikansk travare. Hon tränades och kördes av Joe O'Brien under hela tävlingskarriären.

## Historia
Armbro Flight föddes på Armstrong Brothers Farm av J. Elgin, Ted och Charles Armstrong i Brampton, Ontario, Kanada. Under sin tävlingskarriär sprang hon in 493 602 dollar på 65 starter, varav 51 segrar. Hon tog karriärens största segrar i Kentucky Futurity (1965) och Roosevelt International Trot (1966).
Under tävlingskarriären slog hon även fem världsrekord. Hon hedrades av Canada Post 1999 med utfärdandet av ett jubileumsfrimärke tillsammans med galopphästen Northern Dancer. Då hon varit ett av Nordamerikas största travston på 1960-talet, valdes Armbro Flight in i Canadian Horse Racing Hall of Fame 1976 och i United States Racing Hall of Fame 1998.